# Царукян, Арман Наирович
Арма́н Наи́рович Царукя́н (з.-арм. Արման Նաիրի Ծառուկեան, в совр. орф. Արման Նաիրի Ծառուկյան; род. 11 октября 1996, Ахалкалаки) — армянский боец смешанных боевых искусств, выступающий под эгидой UFC в лёгком весе. Занимает 2 строчку официального рейтинга UFC в лёгком весе и 14 строчку официального рейтинга UFC среди лучших бойцов независимо от весовой категории (англ. pound-for-pound).

## Биография
Родился в грузинском городе Ахалкалаки, населённом преимущественно армянами (около 95% населения). С раннего детства занимался вольной борьбой. До 18 лет параллельно выступал за юношескую хоккейную команду клуба «Амур», однако, не попав в основной состав, сосредоточился на грэпплинге.

### Ранняя карьера
Дебютировал в профессиональных смешанных единоборствах 25 сентября 2015 года на турнире MFP: «Штурмовые ночи Спасска». В дальнейшем выступал на турнирах таких организаций, как OFS и RFC, встречаясь с бойцами, включая Александра Белых, Дмитрия Шкрабия и Али Хайбулаева.
28 октября 2017 года дебютировал в южнокорейском промоушене Road FC, одержав победу единогласным решением судей над Ким Кён Пхё. Местный телеканал MBC Sports+ отметил его борьбу как «невероятную».
26 мая 2018 года на турнире MFP 220: «Кубок мэра» в Хабаровске победил бывшего бойца UFC Жуниора Ассунсао единогласным решением судей. В этом бою Царукян защитил пояс чемпиона MFP в лёгком весе и завоевал титул чемпиона Азии по версии Kunlun Fight.
Арман неоднократно получал поздравления от президента России Владимира Путина в связи со спортивными достижениями.

### Ultimate Fighting Championship
20 марта 2019 года Царукян подписал контракт с UFC на 4 боя. Выступает под флагом Армении.
20 апреля 2019 года Арман проиграл Исламу Махачеву единогласным решением судей, данный поединок стал боем вечера в рамках турнира UFC Fight Night: Оверим vs. Олейник. В тот вечер Арман стал первым соперником в карьере Ислама Махачева, который смог оформить ему тейкдаун.
27 июля 2019 года Арман Царукян выиграл у канадца Оливье Обин-Мерсье в рамках турнира UFC 240 в Эдмонтоне, Канада.
На турнире UFC Fight Night: Фигейреду vs. Бенавидес 2, который состоялся на бойцовском острове в Абу-Даби 18 июля 2020 года, Арман Царукян победил единогласным решением судей бразильца Дави Рамоса, посвятив победу Армении. В данном бою Арман стал первым соперником в карьере Дави, который смог оформить ему тейкдаун в UFC.
Следующим боем Армана стал поединок против Мэтта Фреволы, 24 января 2021 года, на бойцовском острове в Абу-Даби в рамках UFC 257. Изначально планировался бой между Арманом Царукяном и Насратом Хакпарастом, но за день до боя, Насрат не посетил взвешивание, ему запретила выступать атлетическая комиссия. У Мэтта Фреволы также был снят с боя соперник, поэтому промоушен решил организовать бой между ними. Арман не сделал вес, не войдя в рамки лёгкого веса, превышая его всего на 350 граммов. Бой прошёл в промежуточном весе 157 фунтов (71 кг). Арман выиграл Мэтта единогласным решением судей, совершив десять тейкдаунов при двенадцати попытках. Только четыре бойца в истории UFC провели десять или более десяти тейкдаунов за один бой с меньшим количеством попыток.
19 сентября того же года Арман Царукян разделил октагон с Кристосом Гиагосом из США в рамках UFC Fight Night: Смит vs. Спэнн, одержав над ним победу в первом раунде техническим нокаутом. Эта победа для Армана стала первой досрочной в UFC. В тот день Арман получил бонус турнира «Выступление вечера».
26 февраля 2022 года свой следующий бой Арман провёл против испанца Йоэля Альвареса на турнире UFC Fight Night: Махачев vs. Грин. Арман Царукян во втором раунде одолел Альвареса техническим нокаутом в доминирующей манере. За данный бой Арман также получил бонус «Выступление вечера».
25 июня 2022 года в главном бою турнира UFC on ESPN: Царукян vs. Гамрот встретился с поляком Матеушем Гамротом. Арман проиграл близкий бой единогласным решением судей, хотя многие эксперты и болельщики не согласны с этим решением. Также представители 15 из 22 специализированных СМИ по ММА отметили поединок в пользу Царукяна. Оба бойца получили награду «Бой вечера».
17 декабря 2022 года на турнире UFC Fight Night: Каннонир vs. Стриклэнд Царукян встретился с Дамиром Исмагуловым и выиграл бой единогласным решением судей.
2 декабря 2023 года на турнире UFC on ESPN: Дариюш vs. Царукян встретился с четвёртым номером рейтинга лёгкого веса UFC Бенилом Дариюшем, одержав победу нокаутом на второй минуте первого раунда.
14 апреля 2024 года на турнире UFC 300 провел бой против экс-чемпиона UFC в лёгком весе Чарльза Оливейры и выиграл раздельным решением судей.

## Личная жизнь
Отец Армана — Наири Царукян, занимается строительным бизнесом. Мать — Анаит Акопян. У Армана есть старший брат и младшая сестра.
19 апреля 2019 года Арман женился на Милене Мгдесян. В начале 2020 года у супругов родилась дочь, которую он назвал в честь матери. В 2022 году в семье родилась вторая дочь.

## Титулы и достижения

### Смешанные единоборства
- Ultimate Fighting Championship
  - Бонус за «Бой вечера» (два раза) против: Ислама Махачева[22] и Матеуша Гамрота;
  - Бонус за «Выступление вечера» (три раза) против: Кристоса Гиагоса, Хоэля Альвареса[23] и Бенила Дариюша.

### Панкратион
- Kunlun Fight
  - Чемпион Азии в лёгком весе по версии Kunlun Fight[24]
- Modern Fighting Pankration
  - Чемпион MFP в лёгком весе[25]
  - Успешная защита титула

### Грэпплинг
- Всероссийский турнир по спортивной борьбе грэпплинг «Кубок борцовского единства» UWW
  - 2016 Чемпион России по грэпплингу UWW (-71 кг) [26]
  - 2017 Чемпион России по грэпплингу UWW (-71 кг) [27]
- Всероссийский мастерский турнир по грепплингу UWW
  - 2016 Чемпион России по грэпплингу UWW (-71 кг)

## Статистика в профессиональном ММА
| Боёв 25  | Побед 22 | Поражений 3 |
| -------- | -------- | ----------- |
| Нокаутом | 9        | 1           |
| Сдачей   | 5        | 0           |
| Решением | 8        | 2           |

| Результат | Рекорд | Соперник             | Способ                                                             | Турнир                                                      | Дата             | Раунд | Время | Место                            | Примечание                                                                                       |
| --------- | ------ | -------------------- | ------------------------------------------------------------------ | ----------------------------------------------------------- | ---------------- | ----- | ----- | -------------------------------- | ------------------------------------------------------------------------------------------------ |
| Победа    | 22-3   | Чарльз Оливейра      | Раздельное решение                                                 | UFC 300                                                     | 13 апреля 2024   | 3     | 5:00  | Лас-Вегас, Невада, США           |                                                                                                  |
| Победа    | 21-3   | Бенеил Дариюш        | Нокаут (правый прямой и добивание)                                 | UFC on ESPN: Дариюш vs. Царукян                             | 2 декабря 2023   | 1     | 1:04  | Остин, Техас, США                | «Выступление вечера» (3)                                                                         |
| Победа    | 20-3   | Хоаким Силва         | Технический нокаут (удары)                                         | UFC on ESPN: Веттори vs. Каннонир                           | 17 июня 2023     | 3     | 3:25  | Лас-Вегас, Невада, США           |                                                                                                  |
| Победа    | 19-3   | Дамир Исмагулов      | Единогласное решение                                               | UFC Fight Night: Каннонир vs. Стрикленд                     | 17 декабря 2022  | 3     | 5:00  | Лас-Вегас, Невада, США           |                                                                                                  |
| Поражение | 18-3   | Матеуш Гамрот        | Единогласное решение                                               | UFC on ESPN: Царукян vs. Гамрот                             | 25 июня 2022     | 5     | 5:00  | Нью-Йорк, США                    | «Бой вечера» (2)                                                                                 |
| Победа    | 18-2   | Хоэль Альварес       | Технический нокаут (удары руками)                                  | UFC Fight Night: Махачев vs. Грин                           | 26 февраля 2022  | 2     | 1:57  | Лас-Вегас, Невада, США           | «Выступление вечера» (2)                                                                         |
| Победа    | 17-2   | Кристос Гиагос       | Технический нокаут (удары руками)                                  | UFC Fight Night: Смит vs. Спэнн                             | 18 сентября 2021 | 1     | 2:09  | Лас-Вегас, Невада, США           | «Выступление вечера»                                                                             |
| Победа    | 16-2   | Мэтт Фревола         | Единогласное решение                                               | UFC 257                                                     | 24 января 2021   | 3     | 5:00  | Абу-Даби, ОАЭ                    | Бой в промежуточном весе 157 фунтов (71 кг). Царукян не уложился в лимит весовой категории       |
| Победа    | 15-2   | Дави Рамус           | Единогласное решение                                               | UFC Fight Night: Фигейреду vs. Бенавидес 2                  | 18 июля 2020     | 3     | 5:00  | Абу-Даби, ОАЭ                    |                                                                                                  |
| Победа    | 14-2   | Оливье Обен-Мерсье   | Единогласное решение                                               | UFC 240                                                     | 27 июля 2019     | 3     | 5:00  | Эдмонтон, Альберта, Канада       |                                                                                                  |
| Поражение | 13-2   | Ислам Махачев        | Единогласное решение                                               | UFC Fight Night: Оверим vs. Олейник                         | 20 апреля 2019   | 3     | 5:00  | Санкт-Петербург, Россия          | Дебют в UFC. «Бой вечера»                                                                        |
| Победа    | 13-1   | Фелипе Оливьери      | Нокаут (удар ногой в голову)                                       | League S-70 — Plotforma S-70: 2018                          | 22 августа 2018  | 3     | 1:25  | Сочи, Россия                     |                                                                                                  |
| Победа    | 12-1   | Жуниор Ассунсао      | Единогласное решение                                               | MFP 220 / KLF — Kunlun Fight vs. Modern Fighting Pankration | 26 мая 2018      | 3     | 5:00  | Хабаровск, Россия                | Защитил (1) пояс чемпиона MFP в лёгком весе и завоевал пояс чемпиона Азии по версии Kunlun Fight |
| Победа    | 11-1   | Хаотян Ву            | Технический нокаут (удар ногой с разворота по корпусу и добивание) | GMMA — Gods of War World MMA Championship                   | 24 марта 2018    | 3     | 0:31  | Пекин, Китай                     |                                                                                                  |
| Победа    | 10-1   | Такенори Сато        | Единогласное решение                                               | MFP 214 — Governor’s Cup 2017                               | 2 декабря 2017   | 3     | 5:00  | Хабаровск, Россия                | Завоевал пояс чемпиона MFP в лёгком весе                                                         |
| Победа    | 9-1    | Ким Кён Пхё          | Единогласное решение                                               | Road FC 43 — Road Fighting Championship 43                  | 28 октября 2017  | 3     | 5:00  | Сеул, Южная Корея                |                                                                                                  |
| Победа    | 8-1    | Марсио Брено         | Удушающий приём (сзади)                                            | League S-70 — Plotforma S-70 2017                           | 8 августа 2017   | 1     | 2:54  | Сочи, Россия                     | Возвращение в лёгкий вес                                                                         |
| Победа    | 7-1    | Низамуддин Рамазанов | Удушающий приём (сзади)                                            | MFP 209 — Mayor’s Cup 2017                                  | 13 мая 2017      | 1     | 2:27  | Хабаровск, Россия                | Дебют в полулёгком весе                                                                          |
| Победа    | 6-1    | Густаво Вурлитцер    | Удушающий приём (сзади)                                            | OFS 11 — Octagon Fighting Sensation 11                      | 4 марта 2017     | 1     | 3:22  | Москва, Россия                   |                                                                                                  |
| Победа    | 5-1    | Александр Белых      | Удушающий приём (гильотина)                                        | MFP — Eastern Rubicon 2                                     | 10 декабря 2016  | 1     | 2:51  | Хабаровск, Россия                |                                                                                                  |
| Победа    | 4-1    | Дмитрий Шкрабий      | Технический нокаут (удары руками)                                  | MFP 204 — International Pankration Tournament               | 5 ноября 2016    | 1     | 2:21  | Владивосток, Россия              |                                                                                                  |
| Победа    | 3-1    | Александр Мережко    | Удушающий приём (анаконда)                                         | MFP — Governor’s Pankration Cup 2016                        | 21 октября 2016  | 2     | 1:28  | Петропавловск-Камчатский, Россия |                                                                                                  |
| Победа    | 2-1    | Али Хайбулаев        | Нокаут (удары руками)                                              | MFP — Cup of Administration in Modern Pankration            | 6 мая 2016       | 1     | 0:33  | Петропавловск-Камчатский, Россия |                                                                                                  |
| Поражение | 1-1    | Александр Белых      | Нокаут (удар рукой)                                                | MFP — Eastern Rubicon                                       | 12 декабря 2015  | 1     | 0:30  | Хабаровск, Россия                |                                                                                                  |
| Победа    | 1-0    | Шамиль Олоханов      | Технический нокаут (удары руками)                                  | MFP — Assault Nights of Spassk 2015                         | 25 сентября 2015 | 1     | 2:47  | Спасск-Дальний, Россия           | Дебют в лёгком весе ММА                                                                          |